# Construction Time Again
Construction Time Again è il terzo album in studio del gruppo musicale britannico Depeche Mode, pubblicato il 22 agosto 1983 dalla Mute Records.

## Descrizione
Si tratta del primo disco del gruppo con Alan Wilder in formazione, che rimarrà fino a Songs of Faith and Devotion del 1993. Rispetto alle precedenti pubblicazioni, in Construction Time Again emergono testi più ricercati e oscuri, scritti in gran parte da Martin Gore a seguito di una sua visita a una Berlino all'epoca ancora divisa dal Muro; anche la sezione musicale ha subito un cambiamento, attingendo dallo stile krautrock e industrial di vari gruppi tedeschi del periodo.
Il disco rappresenta inoltre, secondo la critica specializzata il primo capitolo della cosiddetta «trilogia berlinese» dei Depeche Mode, in quanto questi, al pari dei seguenti Some Great Reward e Black Celebration, si recarono nella capitale tedesca per la loro realizzazione (sebbene nello specifico Construction Time Again fu registrato presso i Garden di Londra e missato agli Hansa Ton di Berlino).

## Promozione
Il primo singolo atto ad anticipare l'uscita dell'album fu Everything Counts, pubblicato nel luglio 1983 e che raggiunse la sesta posizione della Official Singles Chart. Construction Time Again venne distribuito il 22 agosto 1983 attraverso la Mute Records per il mercato britannico e il 7 settembre dalla Sire Records per quello statunitense; i formati originari dell'album furono il vinile e la musicassetta, quest'ultima sprovvista della traccia fantasma contenuta dopo il brano conclusivo And Then... (ovvero un reprise di Everything Counts). Con la riedizione CD distribuita nel 1986 fu inclusa come bonus track per l'edizione statunitense una versione estesa di Everything Counts.
Per promuovere l'album, il gruppo intraprese il Construction Time Again Tour, partito il 7 settembre 1983 dal Regal di Hitchin, e conclusosi il 2 giugno 1984 al Südweststadion di Ludwigshafen am Rhein come supporter di Elton John. Il 19 settembre 1983 fu inoltre commercializzato come secondo ed ultimo singolo Love, in Itself.

## Tracce
Testi e musiche di Martin Lee Gore, eccetto dove indicato.
1. Love, in Itself – 4:29
2. More Than a Party – 4:26
3. Pipeline – 6:16
4. Everything Counts – 4:20
5. Two Minute Warning – 4:14 (Alan Wilder)
6. Shame – 3:52
7. The Landscape Is Changing – 4:48 (Alan Wilder)
8. Told You So – 4:25
9. And Then... – 5:39 – contiene la traccia fantasma Everything Counts (Reprise)

Traccia bonus nella riedizione CD (Canada, Stati Uniti)
1. Everything Counts (Long Version) – 7:23

DVD bonus nella riedizione del 2007
- A Short Film

1. Depeche Mode: 1983 (Teenagers Growing Up, Bad Government, and All That Stuff) – 38:56

- Construction Time Again in 5.1 and Stereo

1. Love, In Itself – 4:29
2. More Than a Party – 4:46
3. Pipeline – 5:55
4. Everything Counts – 4:21
5. Two Minute Warning – 4:13 (Alan Wilder)
6. Shame – 3:52
7. The Landscape Is Changing – 4:49 (Alan Wilder)
8. Told You So – 4:27
9. And Then... – 5:39 – contiene la traccia fantasma Everything Counts (Reprise)

- Additional Tracks

1. Get the Balance Right! – 3:17
2. The Great Outdoors! – 5:04
3. Work Hard – 4:24
4. Fools – 4:17
5. Get the Balance Right! (Combination Mix) – 8:01
6. Everything Counts (In Larger Amounts) – 7:22
7. Love, In Itself.4 – 4:40

## Formazione
Hanno partecipato alle registrazioni, secondo le note di copertina:
Gruppo
- Andrew Fletcher – strumentazione, campionatore (traccia 3)
- David Gahan – voce, strumentazione, campionatore (traccia 3)
- Martin Gore – strumentazione, campionatore e voce principale (traccia 3)
- Alan Wilder – strumentazione, campionatore (traccia 3)

Produzione
- Daniel Miller – produzione
- Depeche Mode – produzione
- Gareth Jones – ingegneria del suono, missaggio
- Corinne Simcock – assistenza tecnica (traccia 5)

## Classifiche
| Classifica (1983) | Posizione massima |
| ----------------- | ----------------- |
| Canada            | 82                |
| Francia           | 16                |
| Germania          | 7                 |
| Nuova Zelanda     | 44                |
| Paesi Bassi       | 32                |
| Regno Unito       | 6                 |
| Svezia            | 12                |
| Svizzera          | 21                |